# Brezje, Sveti Jurij ob Ščavnici
Brezje este o localitate din comuna Sveti Jurij ob Ščavnici, Slovenia, cu o populație de 41 de locuitori.